# Alf Collins
Pour les articles homonymes, voir Collins.
Alf Collins  (Alfred Collins, né le 16 juin 1866 à Newington, mort le 20 décembre 1951 à Clapham) est un réalisateur britannique des débuts du cinéma.

## Biographie
Il accomplit ses débuts professionnels en tant que comique au Music Hall.
Travaillant pour la Gaumont British Picture Corporation, filiale britannique de la société française Gaumont, il réalise en mai 1903 Welshed, A derby Day Incident où il utilise pour une des premières fois le panoramique au commencement d'un film.
En novembre 1903, il réalise The Runaway Match, or Marriage by Motor, un des premiers chase films, où il introduit le panoramique en embarquant la caméra dans une voiture, et aussi le champ-contrechamp. Dans une des scènes du film, lors du mariage des deux héros, il passe du plan de l'église à un gros plan de l'anneau nuptial, ce qui constitue une ellipse narrative.
George Sadoul lui attribue également le film Mutinerie à bord d'un cuirassé Russe, qui fait l'apologie des marins de la Mutinerie du cuirassé Potemkine.
Il adapte en 1906 la pièce de théâtre Les Deux Orphelines.
D'après Imdb il a réalisé 227 courts-métrages entre 1902 et 1912.

## Filmographie
- 1902 : The Tramp's Surprise
- 1902 : Trained Dogs
- 1902 : Serpentine Dancer
- 1903 : Partie d'échecs mouvementée (A Chess Dispute)
- 1903 : Welshed, A derby Day Incident
- 1903 : The Runaway Match, or Marriage by Motor
- 1904 : That Busy Bee
- 1904 : The Apple Woman
- 1905 : A Motorbike Adventure
- 1905 : The Tale of a Coat
- 1906 : In Our Alley